# 瓦茲利石
瓦茲利石（英語：Wadsleyite）是一種斜方晶系礦物，分子式為{\displaystyle {\ce {\beta -(Mg,Fe)2SiO4}}}。 在加拿大艾伯塔省的皮斯河隕石中被發現，為橄欖石{\displaystyle {\ce {\alpha -(Mg,Fe)2SiO4}}}在增加壓力下相變而成，並隨著壓力增加最終轉變為尖晶石結構的尖晶橄欖石({\displaystyle {\ce {\gamma -(Mg,Fe)2SiO4}}}) 。其晶胞參數約為：
a = 5.7 Å
b = 11.71 Å
c = 8.24 Å
瓦茲利石於1966年由Ringwood和Major首次發現，於1968年被Akimoto和Sato確認為穩定相，該相最初被稱為{\displaystyle {\ce {\beta -Mg2SiO4}}}或「β相」。Wadsleyite以礦物學家 Arthur David Wadsley（1918年-1969年）的名字命名。

## 組成
純鎂質的瓦茲利石，按氧化物的重量百分比為 42.7% {\displaystyle {\ce {SiO2}}} 和 57.3% {\displaystyle {\ce {MgO}}}。瓦茲利石中的微量元素包括：銣 (Rb)、鍶 (Sr)、鋇 (Ba)、鈦 (Ti)、鋯 (Zr)、鈮 (Nb)、鉿 (Hf)、鉭 (Ta)、釷 (Th) 和鈾 (U) 。這些元素的濃度可能比地球上地幔過渡帶中假設的濃度要大。 此外，這些分析結果有助於了解地球內部的化學分異和岩漿作用。雖然分子式是無水的，但瓦茲利石可以包含超過3%（重量）的 {\displaystyle {\ce {H2O}}} 。

### 成因及產狀
瓦茲利石是在加拿大艾伯塔省和平河的L6超鉛橄欖石球粒隕石中發現的。據信，該瓦茲利石是在隕石撞擊地球時，由隕石内富硫化物脈中的橄欖石在高壓下形成的。呈微晶岩石碎片，直徑通常不超過0.5毫米。瓦茲利石的伴生礦物有尖晶橄榄石、橄榄石、斜方辉石、斜长石、陨硫铁。
瓦茲利石在地幔過渡帶的上部（深度410-520 公里之間）為穩定相，由於在瓦茲利石分子結構{\displaystyle {\ce {Si2O7}}}中的氧原子未與硅完全結合，因此一些氧原子很容易和氫結合成水，從而使礦物中含有高濃度的氫原子。由於此種未鍵合的氧原子具低靜電勢。含水瓦茲利石被認為是地幔中儲水的潛在場所。儘管瓦茲利石在其化學式中不含氫(H)，但它可能含有超過3%（重量）的{\displaystyle {\ce {H2O}}}，並且可能在過渡區壓力－溫度條件下與含水熔體共存，水的溶解度和瓦茲利石的密度取決於地球的溫度和壓力。根據正常地熱梯度，瓦茲利石的最大儲水能力可能會沿降低至約0.5-1 wt%。